# جاي جاي ديلون
جيمس موريسون (ولد في 26 يونيو 1942) هو مصارع محترف ومدير أمريكي متقاعد، اشتهر باسم الحلبة، جاي جاي ديلون.

## مهنة المصارعة المحترفة
كان لدى جاي جاي ديلون مسيرة مصارعة، فقد انطلق في المصارعة في سن التاسعة والعشرين، حيث بدأ في أوائل السبعينيات كحكم ينتقل إلى مصارع ثم مديرًا فاز بالعديد من البطولات وأدار مجموعة متنوعة من المصارعين في العديد من الأقاليم المختلفة في جميع أنحاء البلاد. ظهر لأول مرة في ماديسون سكوير غاردن في 23 أبريل 1984 عندما تحدى تيتو سانتانا لبطولة الوزن الثقيل القارية دبليو دبليو إف حيث خسر بالتثبيت بعد حركة الساعد الطائر من قبل سانتانا.
هو معروف أكثر في المصارعة المحترفة كمدير. لقد قام بتوجيه العديد من المصارعين إلى ألقاب الفردي والفرق في إن دبليو إيه. حقق ديلون، الذي أصبح مديرًا لتولي بلانشارد، أكبر نجاح له كمدير لمجموعة الفرسان الأربعة التي تألفت من «فتى الطبيعة» ريك فلير، وبلانشارد، وأرن أندرسون، وأول أندرسون، وليكس لوغر وباري ويندهام. عمل ديلون، بعد مغادرة دبليو سي دبليو في فبراير 1989، كمدير تنفيذي للمكتب الأمامية في ورلد ريسلينغ فيدرايشن حتى عام 1997. في 21 أبريل 1997، عاد إلى دبليو سي دبليو كمفوض أمام الكاميرا، واستمر هذا المنصب حتى خريف 1998. في عام 2003، قضى ديلون فترة قصيرة كممثل إن دبليو إيه في تي إن أيه.[بحاجة لمصدر]
في عام 2009، ظهر ليلة واحدة في ريسلفيست ديف 2009 مع فريق لو ماركوني وفرانك ستاليتو في مباراة فريق من ستة لاعبين ضد شاين دوغلاس ودومينيك دينوتشي وكودي مايكلز.
في 29 ديسمبر 2019، انضم ديلون إلى مجلس إدارة قاعة مشاهير المصارعة الدولية. في 3 مارس 2021، عاد ديلون إلى قناة تي إن تي ليعمل كمدير لتولي بلانشارد في حلقة من إيه إي دبليو ديناميت. في عام 2022، ظهر ديلون أمام القاضي ستيف هارفي مع المصارع كيفن سوليفان.

## البطولات والإنجازات
- نادي زقاق القرنبيط
  - مجند آخر (2007)
- مصارعة الولايات الوسطى
  - بطولة مصارعة الولايات الوسطى للفرق الثنائية إن دبليو إيه (مرة واحدة) - مع باز تايلر
- تشامبيونشيب ريسلينغ فروم فلوريدا
  - بطولة الوزن الثقيل فلوريدا إن دبليو إيه (مرة واحدة)
  - بطولة الفرق الثنائية فلوريدا إن دبليو إيه (مرة واحدة) - مع روجر كيربي
  - بطولة التلفزيون فلوريدا إن دبليو إيه (مرة واحدة)
- الاتحاد الرياضي الشرقي
  - بطولة الوزن الثقيل الدولية إي إس إيه (مرة واحدة)
  - بطولة الفرق الثنائية الدولية إي إس إيه (مرة واحدة) - مع فريدي سويتان
  - بطولة أمريكا الشمالية للوزن الثقيل إي إس إيه (مرة واحدة)
- قاعة مشاهير المصارعة المحترفة جورج تراغوس / لو ثيسز
  - جائزة لو ثيسز (2016)[10]
- تحالف المصارعة الوطني
  - قاعة مشاهير إن دبليو إيه (فئة 2014)
- إن دبليو إيه ويسترن ستايتس سبورتس
  - بطولة الوزن الثقيل الدولية ''(نسخة أماريلو)'' (مرة واحدة)
  - بطولة تلفزيون الولايات الغربية إن دبليو إيه (مرة واحدة)
- بطولة جورجيا للمصارعة
  - بطولة الوزن الثقيل ماكون إن دبليو إيه (مرة واحدة)[11]
- قاعة مشاهير المصارعة المحترفة
  - دفعة عام 2013[12]
- مصارعة المحترفين المصور
  - مدير بي دبليو آي للعام (1982، 1983، 1988)
- دبليو دبليو إي
  - قاعة مشاهير دبليو دبليو إي (فئة 2012) كعضو في الفرسان الأربعة[13]

## كتب
- Dillon، James J.؛ Teal، Scott؛ Varriale، Philip (2005). Wrestlers are like seagulls : from McMahon to McMahon. Hendersonville, TN: Crowbar Press. ISBN:0-9745545-2-9. OCLC:62596130.

## روابط خارجية
- الموقع الرسمي
- مقابلة جاي جاي ديلون
- بيك ماي براين مع جاي جاي ديلون